# Kronika wojny na Lodoss
Kronika wojny na Lodoss (jap. ロードス島戦記 Rōdosu-tō senki) – seria powieści fantasy autorstwa Ryō Mizuno, których akcja rozgrywa się w świecie Forcelia, stworzonym pierwotnie na potrzeby gier fabularnych. Na kanwie świata powieściowego powstały liczne mangi, seriale anime oraz gry komputerowe. Konstrukcja fabuły przypomina konwencje stosowane w popularnych systemach RPG (m.in. Dungeons & Dragons, Record of Lodoss War Companion oraz Sword World RPG) – motywem przewodnim jest klasyczna drużyna, kilku bohaterów o nieprzeciętnych zdolnościach, podejmująca się określonej misji.
Seria odegrała kluczową rolę w ugruntowaniu wizerunku elfa z długimi spiczastymi uszami w japońskiej fantasy.
Na podstawie mangi powstała także seria anime. W Polsce po raz pierwszy wyemitowano ją w 1999 roku na Canal+ a od końca 2001 roku powtarzał ją Hyper.

## Manga
Lista serii wydawniczych wchodzących w skład franczyzy:
- Szara Wiedźma (jap. 灰色の魔女 Haiiro no majo) 3 tomy, ilustrował Yoshihiko Ochi
- Honō no majin (jap. 炎の魔神) 2 tomy, ilustrowała Ayumi Saito
- Farisu no seijo (jap. ファリスの聖女) 2 tomy, ilustrował Akihiro Yamada
- Eiyū kishi den (jap. 英雄騎士伝) 6 tomów, ilustrował Masato Natsumoto
- Yōkoso Rōdosu-tō e! (jap. ようこそロードス島へ!) 3 tomy, yonkoma, ilustrowała Hyakuyashiki Rei
- Deedlit monogatari (jap. ディードリット物語 Dīdoritto monogatari) 2 tomy, ilustrowała Setsuko Yoneyama
- Legend of Crystania: Hajimari no bōkenshatachi (jap. レジェンド・オブ・クリスタニア　はじまりの冒険者たち) 3 tomy, ilustrowała Akira Himekawa
- Haiiro no majo (jap. 灰色の魔女 Haiiro no majo) 3 tomy, ilustrował Tomomasa Takuma